# سينسبري

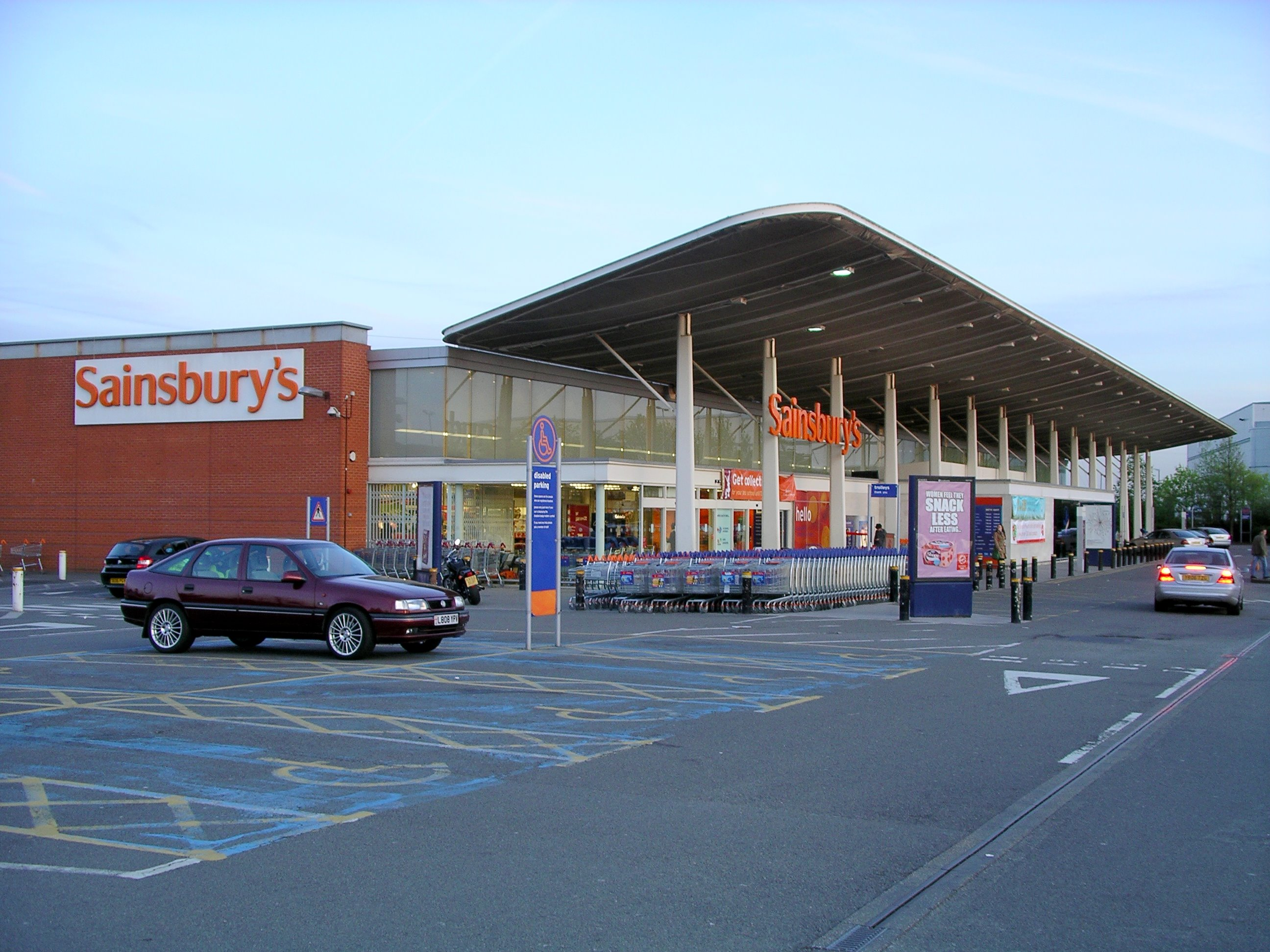
فرع في مدينة كوفنتري

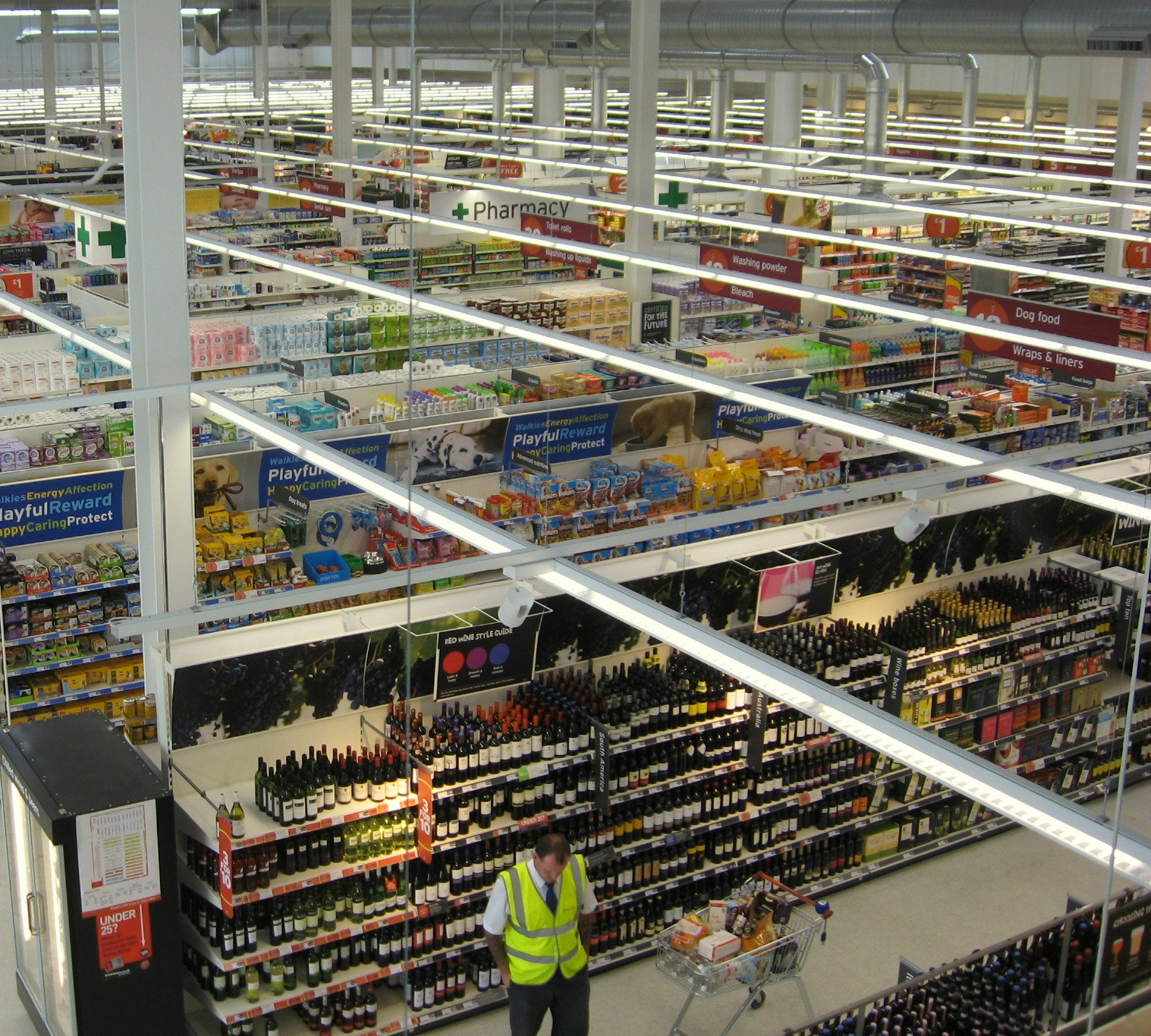
السلع المعروضة للبيع

سينزبريز ثاني سلسلة محلات سوبرماركت في المملكة المتحدة حجما، وتستحوذ على نحو 17% من السوق.

## الملكية
بحسب الموقع الرسمي للشركة
- جهاز قطر للاستثمار 25.999% (2010م)
- اللورد سينزبري 4.99% (2010م)
- جوديث بورتريت 3.92% (2011م)